# Джонатан Деммі
Джонатан Деммі (англ. Jonathan Demme; 22 лютого 1944, Болдвін, шт. Нью-Йорк, США — 26 квітня 2017, Нью-Йорк, США) — американський кінорежисер, продюсер і сценарист голлівудських кінофільмів.

## Біографія
Джонатан Деммі народився 22 лютого 1944 року в місті Болдуін, штат Нью-Йорк, США. Закінчив Університет штату Флорида. Дядько режисера Теда Деммі, який помер в 2002 році.
Деммі потрапив в повнометражне кіно, працюючи з продюсером експлуатаційного кіно Роджером Корманом в період з 1971 по 1976 і як співпродюсер і співавтор сценарію. Далі він виступив режисером трьох фільмів для студії Кормана «New World».
Його фільм 1980 року «Мелвін і Говард» не вийшов у широкий прокат, але отримав схвалення критиків і дозволив режисерові підписати контракт на зйомки акторів Голді Гоун і Курта Расселла у фільмі «Додаткова зміна».
Після «Додаткової зміни», Деммі на час пішов з великого кіно.
У 1992 році Деммі отримав премію «Оскар» за «Мовчання ягнят» — третій фільм в історії нагороди (після картин «Це сталося якось вночі» і «Пролітаючи над гніздом зозулі»), який переміг у всіх п'яти головних категоріях (найкращий фільм, найкращий режисер, найкращий сценарій, найкращий актор і найкраща акторка). Деммі допоміг Тому Генксу отримати «Оскар», знявши його у своєму наступному фільмі, «Філадельфія».
Відтоді Деммі зняв два ремейки: «Правда про Чарлі», ремейк фільму «Шарада» з Марком Волбергом в ролі, раніше виконаної Кері Грантом, а також «Маньчжурський кандидат», за участю Дензела Вашингтона і Меріл Стріп.
У Деммі була своя продюсерська фірма «Clinica Estetico», в якій працювали продюсери Едвард Сексон і Пітер Сараф.
Помер 26 квітня 2017 від ускладнень раку стравоходу і серцевого нападу.

## Особисте життя
Був одружений з режисеркою Евелін Пурселл у 1970-1984 роках. Шлюб закінчився розлученням. Другою дружиною Джонатана була Джоенн Говард (з 1987 р.). У них залишилося троє дітей.

## Вибрана фільмографія
- «Останні обійми»
- «А хто я на цей раз?»
- «Додаткова зміна»
- «Не шукай сенсу»
- «Дика штучка»
- «Заміжня за мафією»
- «Мовчання ягнят»
- «Філадельфія»
- «Улюблена»
- «Правда про Чарлі»
- «Маньчжурський кандидат»
- «Рейчел виходить заміж»
- «Музичне життя Енцо Авітабіле» (документальний)
- «Ріки і Флеш»

## Призи та нагороди
- Премія «Оскар» (1991): Найкращий режисер («Мовчання ягнят»)
- Номінація на «Золотий глобус» (1991): Найкращий режисер («Мовчання ягнят»)
- Номінація на «BAFTA» (1991): Найкращий режисер («Мовчання ягнят»)
- Номінація на премію «Сатурн» (1991): Найкращий режисер («Мовчання ягнят»)
- Премія Гільдії режисерів Америки (1991): Найкращий режисер («Мовчання ягнят»)
- Берлінський кінофестиваль (1991): «Срібний ведмідь» за найкращу режисерську роботу («Мовчання ягнят»)